# PENTTBOM
PENTTBOM ist der Codename des Federal Bureau of Investigation für die Untersuchungen der Terroranschläge am 11. September 2001 in New York City und Washington, D.C. Es war die größte kriminelle Untersuchung in der Geschichte der USA. Das Akronym PENTTBOM steht für Pentagon/Twin Towers Bombing Investigation; zu deutsch wörtlich Pentagon/Zwillingstürme Bombardierungsuntersuchung. Die Untersuchungen wurden am 11. September 2001 ins Leben gerufen; an ihnen waren 7.000 FBI-Ermittler (special agents) beteiligt.

## Identifizierung der Entführer
Das FBI konnte die 19 Flugzeugentführer innerhalb von wenigen Tagen ermitteln, da einige Verdächtige sich nicht bemüht hatten, ihre wahren Namen für die Flüge, auf ihren Kreditkarten oder auf anderen Aufzeichnungen zu verbergen.

### Gleichlautende Schreiben
Zusätzlich wurden drei identische arabisch handgeschriebene Briefe der Entführer an drei verschiedenen Standorten gefunden.

### Suche nach den Reisepässen
Laut Aussagen von Susan Ginsburg, einer Mitarbeiterin am 9/11 Commission Report, am 26. Januar 2004 während einer öffentlichen Anhörung:

“Four of the hijackers passports have survived in whole or in part. Two were recovered from the crash site of United Airlines flight 93 in Pennsylvania. These are the passports of Ziad Jarrah and Saeed al Ghamdi. One belonged to a hijacker on American Airlines flight 11. This is the passport of Satam al Suqami. A passerby picked it up and gave it to a NYPD detective shortly before the World Trade Center towers collapsed. A fourth passport was recovered from luggage that did not make it from a Portland flight to Boston on to the connecting flight which was American Airlines flight 11. This is the passport of Abdul Aziz al Omari.
In addition to these four, some digital copies of the hijackers passports were recovered in post-9/11 operations. Two of the passports that have survived, those of Satam al Suqami and Abdul Aziz al Omari, were clearly doctored. To avoid getting into classified detail, we will just state that these were manipulated in a fraudulent manner in ways that have been associated with al Qaeda.”

„Vier Reisepässe der Entführer blieben ganz oder in Teilen erhalten. Zwei wurden an der Absturzstelle des United-Airlines-Flugs 93 gefunden. Bei ihnen handelt es sich um die Pässe von Ziad Jarrah und Saeed Al Ghamdi. Ein weiterer gehörte einem der Entführer des American-Airlines-Fluges 11. Es ist der Pass von Satam al Suqami. Ein Passant hatte ihn aufgehoben und einem NYPD-Detektiv übergeben, kurz bevor die Türme des WTC zusammenbrachen. Ein vierter Pass wurde im Gepäck gefunden, das nach dem Verbindungsflug von Portland nach Boston nicht auf den Anschlussflug American Airlines Flug 11 gelangt war. Bei ihm handelt es sich um den Pass von Abdul Aziz al Omari.
Zusätzlich zu diesen vier Pässen wurden während der Untersuchungen nach 9/11 einige digitale Kopien von Pässen der Flugzeugentführer ermittelt. Zwei der erhaltenen Pässe, jene von Satam al Suqami und von Abdul Aziz al Omari, waren offensichtlich gefälscht. Um nicht zu speziellen Details zu kommen, werden wir nur feststellen, dass sie auf eine betrügerische Art und Weise manipuliert wurden, wie sie mit al-Qaida verbunden war.“

#### World Trade Center
Der Pass des Entführers Satam al-Suqami wurde einige Blocks vom World Trade Center entfernt gefunden.

#### United-Airlines-Flug 93
Die Untersuchungskommission zu den Anschlägen des 11. Septembers fand ebenfalls in der Nähe des Trümmerfelds die Pässe zweier Entführer des Flugs 93.

#### Attas Gepäck
Der Pass von Entführer Abdulaziz Alomari wurde bei Mohamed Attas Gepäck gefunden.
Bei der Überprüfung des Gepäcks von Mohamed Atta fand das FBI wichtige Hinweise auf die Entführer und deren Pläne. Sein Gepäck enthielt Papiere, welche die Identität aller 19 Flugzeugentführer ergaben sowie deren Pläne, Motive und Hintergründe. Das FBI konnte Details wie die Geburtsdaten und/oder mögliche Wohnorte, den Visa-Status und spezifische Identitäten der mutmaßlichen Piloten ermitteln. Allerdings wurde keines dieser Dokumente durch unabhängige Rechtsexperten untersucht.

## Pressemitteilungen
- 11. September 2001: Das FBI eröffnet die Untersuchungen.[9]
- 14. September: Das FBI veröffentlicht eine Liste der Verdächtigen.[10]
- 27. September: Das FBI veröffentlicht Fotos der Verdächtigen.[11]
- 28. September: Das FBI veröffentlicht einen vierseitigen Brief, der vermutlich von den Entführern der Flugzeuge geschrieben wurde.[3]